# Yoash Tzidon
Yoash Tzidon ("Chatto") (în ebraică (יואש צידון (צ`אטו) (n. 28 noiembrie 1926, Focșani, România – d. 8 iulie 2015) a fost un politician și militar israelian, evreu originar din România, unul din primii piloți ai aviației israeliene, întemeietor al escadrilei aviatice de noapte „Atalef” („Liliacul”), ulterior colonel, responsabil cu al departamentelor de armament și planificare al aviatiei militare israeliene. A fost deputat în Knesset (Parlamentul Statului Israel) din partea partidului naționalist laic Tzomet al lui Rafael Eitan (1988-1992)

## Biografie
Yoash Tzidon ("Chatto") s-a născut la data de 28 noiembrie 1926 la Focșani,în România. A emigrat în Palestina în anul 1941, în timpul dictaturii antonesciene cu ajutorul organizației Aliyat Hanoar (emigrația tineretului) . Ajuns acolo, a studiat la Școala Tehnică Navală Ebraică și apoi la Școala Forțelor Aeriene din Franța.
Între anii 1944-1948, a fost mobilizat în cadrul Palmakh, unitatea militară de elită a organizației clandestine de apărare Haganah, A fost trimis apoi ca activist în cadrul imigrației ilegale din Egipt și Cipru (1945-1947). În perioada Războiului de Independență al Israelului din anii 1948-1949, Chatto a comandat convoaiele aeriene pentru apărarea Ierusalimului.
În cadrul Armatei de Apărare a Israelului, Yoash Tzidon a fost pilot de luptă în cadrul Forțelor Aeriene, pilot de testare, instructor de zbor, comandant de escadron aerian și comandant adjunct al unei baze a forțelor aeriene. A deținut apoi și funcția de comandant al Departamentului de Armament și de Planificare al Forțelor Aeriene. S-a demobilizat în anul 1966, cu gradul de colonel.
Retras la pensie, Yoash Tzidon a condus companii israeliene. A fost membru al Asociației Internaționale a Piloților de Testare și al Mișcării pentru Întregirea Israelului, fiind unul dintre inițiatorii legii pentru alegerea directă a primului-ministru.
Între anii 1988-1992, Yoash Tzidon a îndeplinit funcția de deputat în Knesset (Parlamentul statului Israel), pe lista Partidului sionist laic de dreapta Tzomet. În această calitate, a fost membru al Comitetului Economic și al Comitetului de Imigrație și Absorbție.
Yoash Tzidon a publicat mai multe lucrări pe teme de politică și securitate atât în Israel, cât și în străinătate și este membru fondator al Centrului Ariel de Cercetări Politice. A susținut în articolele sale războiul declanșat de americani împotriva terorismului.
Tzidon a murit în iulie 2015 în urma unei boli îndelungate și a fost înmormântat la cimitirul kibuțului Sdot Yam.

## Funcții publice în Israel
Yoash Tzidon a deținut următoarele funcții publice:
- deputat în Knesset din partea Partidului Tzomet (1988-1992)

## Viața privată
Yoash Tzidon a fost căsătorit cu Raisa, născută Shrira, soră de caritate, care a colaborat cu el în taberele de detenție din Cipru.
Li s-au născut trei copii - o fiica , dr. Erna Bari, femeie de calculatoare și de afaceri, care a deținut funcția de responsabilă cu domeniul științei în ministerul israelian al industriei și comerțului, și doi fii - avocatul Ram Tzidon și profesorul Dani Tzidon, economist, care a ocupat funcția de director general adjunct al Băncii Leumi.

## Cărți
- Principiile navigației electronice
- 1995 - Bayom, baláil, baarafel (Ziua, noaptea și pe ceață)